# Coelogyne marmorata
Coelogyne marmorata é uma espécie de orquídea epífita, família Orchidaceae, originária das Filipinas.